# Kasama (Distrikt)
Kasama ist einer von zwölf Distrikten in der Nordprovinz in Sambia. Er hat eine Fläche von 10.584 km² und 348.550 Einwohnung (2022). Die Hauptstadt ist Kasama.

## Geografie
Der Distrikt Kasama liegt 850 km nordöstlich von Lusaka. Er befindet sich auf einer durchschnittlichen Höhe von 1300 m. Er grenzt an den Distrikt Lunte im Norden, Mungwi im Osten, Shiwang’andu und Kanchibiya im Süden, Chilubi im äußersten Südwesten und Luwingu im Westen. Kasama liegt 200 km vom Hafen von Mpulungu am Ufer des Tanganjikasees entfernt. Er ist auch über Schiene und Straße mit dem Hafen von Dar-es-Salaam sowie mit der Demokratischen Republik Kongo und dem Handelszentrum von Sambia, der Provinz Copperbelt durch die Provinz Luapula über die Straße Luwingu-Mansa verbunden. Der Distrikt ist auch per Flugzeug, Schiene und Straße mit Lusaka verbunden. Darüber hinaus wird der Flughafen Kasama erweitert, um großer Verkehrsflugzeuge abfertigen zu können. 40 % der Arbeiten sind bereits abgeschlossen.
Kasama ist in 17 Wards aufgeteilt:
- Bululu
- Buseko
- Chiba
- Chibundu
- Chilunga
- Chumba
- Julia Chikamoneka
- Kapongolo
- Kapumaula
- Kasenga
- Lualuo
- Lukulu
- Lukupa
- Lusenga
- Mukanga
- Mulilansolo
- Musowa

## Klima
Der Bezirk hat eine gemäßigte Temperatur zwischen 15 und 35 Grad Celsius. Es liegt in der niederschlagsreichen Zone Sambias mit einer durchschnittlichen jährlichen Niederschlagsmenge von 1200 mm. Die Regenzeit liegt zwischen November und April. Der Bezirk hat fünf große Flüsse: Chambeshi, Lukulu, Lukupa, Lubansenshi und Luombe, der die Chishimba-Fälle und das daran angeschlossene Wasserkraftwerk beherbergt. Der Distrikt hat mehrere ganzjährige Bäche, die für die Bewässerung genutzt werden.

## Wirtschaft
Die wichtigste wirtschaftliche Aktivität in Kasama ist die Landwirtschaft. Der Distrikt hat 91.525 Bauern, wobei die Hauptproduktion landwirtschaftliche Nutzpflanzen wie Mais, Maniok, Sojabohnen und Gemüse sowie Vieh sind.
Kasama hat drei große private Landwirtschaftsunternehmen, die Northern Coffee Corporation Limited (NCCL), NCCL ist die Tochtergesellschaft von Olam International Limited; Kalungwishi Estates Limited und Miracle Fisheries, die von Kalungwishi Estates betrieben werden. Olam ist auf die Produktion von Kaffee spezialisiert, ist aber auch in die Bananenproduktion eingestiegen. Das Unternehmen beschäftigt mehr als 600 Festangestellte und 2500 freie Mitarbeiter. Kalungwishi Estates Limited liegt etwa 30 km nördlich von Kasama. Das Unternehmen produziert jedes Jahr zwischen 2500 und 2600 Tonnen Zucker und ist seit 1987 in Betrieb. Die Miracle Fisheries Company liegt etwa 40 km von der Stadt entfernt. Sie hat 18 Teiche auf ihrer Farm in Chilubula und produziert jährlich etwa 1200 Tonnen Fisch.

## Infrastruktur
Der Distrikt verfügt über staatliche und private Bildungseinrichtungen. Es gibt 293 Grund- und weiterführende Schulen. Hochschulen bieten Zertifikats- und Diplomstudiengänge für Lehramt, Krankenpflege und anderen Disziplinen an. Es gibt zwei Berufsbildungseinrichtungen im Distrikt, die sich auf technische Ausbildungen wie Maurer und Stuckateur, Klempner und Schlosser, Zimmerer und Schreiner sowie Kfz-Mechaniker spezialisiert haben.
Kasama hat 41 staatliche Gesundheitseinrichtungen zusammen mit 8 neu eröffneten Gesundheitsposten. Kasama District Health hat zwei Krankenhäuser: das Kasama General Hospital und das St. Fidelis Mission Hospital. Zusätzlich gibt es ein privates Krankenhaus, das Hilltop Hospital.